# Ga Sanam Bin Nam MRT

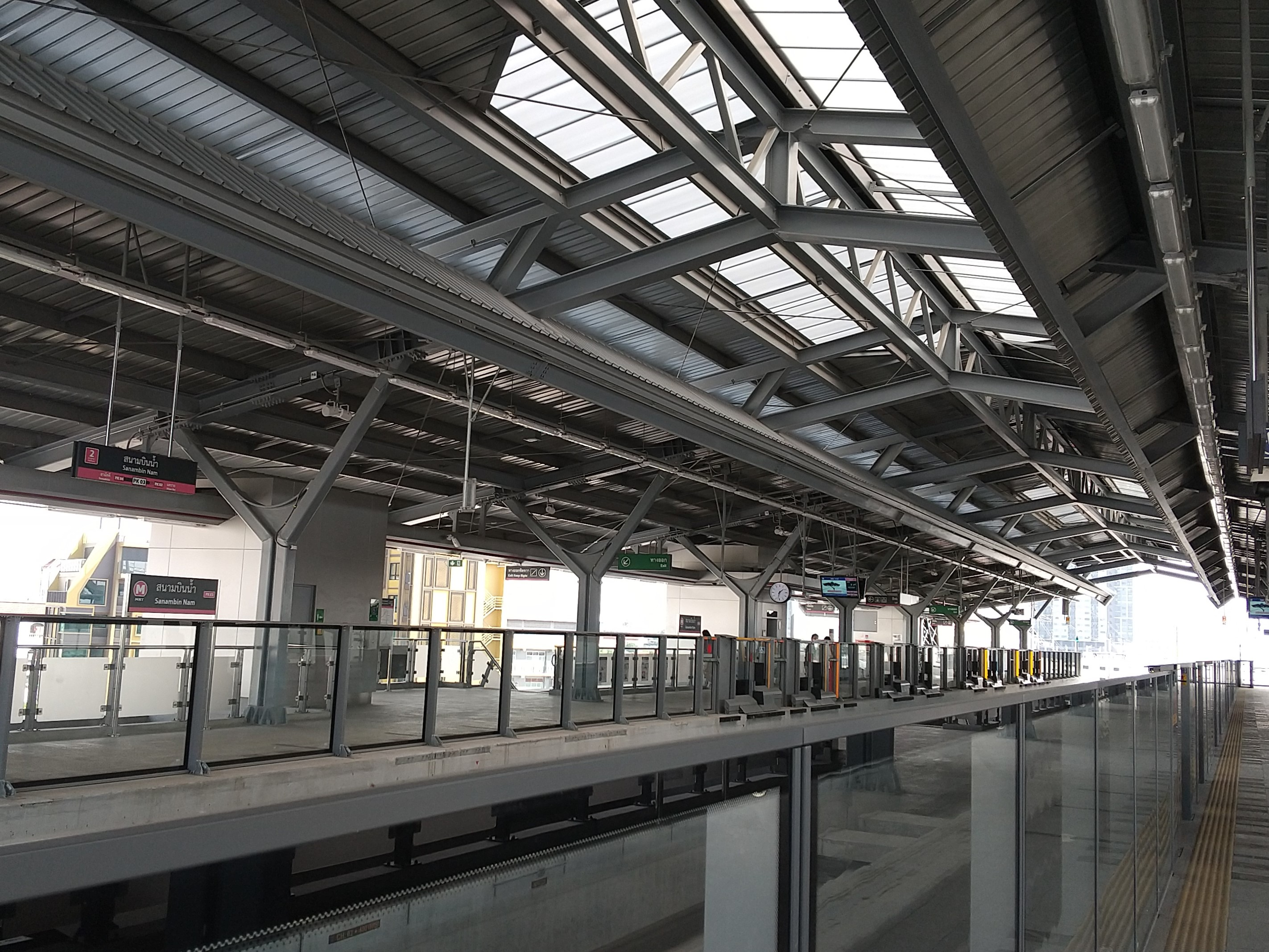
Ke ga

Ga Sanambin Nam (tiếng Thái: สถานีสนามบินน้ำ) là một ga Bangkok MRT trên Tuyến Hồng. Nhà ga nằm trên đường Tiwanon, gần nút giao Sanambin Nam ở Mueang Nonthaburi, Nonthaburi. Nhà ga có bốn lối thoát. Nó được mở cửa ngày 21 tháng 11 năm 2023 như một phần chạy thử nghiệm trên toàn tuyến Hồng.